# خوزه پدرو فوئنزالیدا
خوزه پدرو فوئنزالیدا (اسپانیایی: José Pedro Fuenzalida‎؛ زاده ۲۲ فوریهٔ ۱۹۸۵) یک بازیکن فوتبال اهل شیلی است.

## تیم ملی
وی همچنین در تیم ملی فوتبال شیلی بازی کرده‌است.